# Dear World
Dear World è un musical con colonna sonora e versi di Jerry Herman e libretto di Jerome Lawrence e Robert E. Lee, tratto dalla commdia di Jean Giraudoux La Folle de Chaillot (1943). Il musical debuttò a Broadway nel 1969 e rimase in scena per 132 repliche e 45 anteprime; gran parte delle critiche positive era dovuta alla performance della protagonista, Angela Lansbury, che vinse il Tony Award alla miglior attrice protagonista in un musical.

## Trama
Quando viene trovato del petrolio sotto le strade di Parigi e, più precisamente, sotto un bistrot, l'agenzia incaricata di estrarlo decide di far saltare in aria il locate. Nei sotterranei del bistrot vive la Contessa Aurelia, resa pazza dalla perdita di un amante molti anni prima; il giovane dirigente Julian, innamorato di Nina, la bella cameriera, decide di battersi e salvare il bistrot.

## Brani musicali
Primo Atto
- "A Sensible Woman"
- "The Spring Of Next Year"
- "Each Tomorrow Morning"
- "I Don't Want To Know"
- "Just A Little Bit More"
- "I've Never Said I Love You"
- "Just A Little Bit More" (reprise)
- "Garbage"
- "Dear World"

Secondo atto
- "Kiss Her Now"
- "Memories"
- "Pearls"
- "Dickie"
- "Voices"
- "Thoughts"
- "And I Was Beautiful"
- "Have a Little Pity on the Rich"
- "Each Tomorrow Morning" (Reprise)
- "One Person"
- "Finale"